# Гилл, Винс
Винс Гилл (англ. Vincent Grant Gill; род. 12 апреля 1957, Норман, Оклахома, США) — американский автор-исполнитель музыки кантри, певец и мультиинструменталист. Записал более 20 альбомов и 60 синглов, вошедших в Hot Country Songs журнала Billboard, из которых четыре возглавляли этот кантри-чарт.
Обладатель 22 премии «Грэмми», член Grand Ole Opry, а также включен в Зал славы кантри. Занимает 62-е место в списке «100 величайших кантри-артистов всех времен» журнала Rolling Stone, где назван «одной из главных ценностей кантри» и «вокальным хранителем традиционного кантри».

## Биография
Родился 12 апреля 1957 года в городе Норман, штат Оклахома. В 1980 году женился на участнице кантри-дуэта Sweethearts of the Rodeo Дженис Оливер. В 1982 году у них родилась дочь Дженнифер Гилл. В 1998 году их брак распался, а 10 марта 2000 года Гилл женился на певице Эми Грант. В 2001 году у них родилась дочь Корина Грант Гилл. Кроме того, музыкант усыновил и удочерил троих детей Грант от её предыдущего брака с певцом и телешоуменом Гэри Чэпменом (Мэтта, Милли и Сару Чэпмен).
Продажи его альбомов составляют более 26 млн копий. Гилл удостоен 18 наград Country Music Association, включая две в категории «Исполнитель года» и пять в категории «Певец года». Также 22 раза получал премию «Грэмми» — больше чем кто-либо из артистов-мужчин в жанре кантри по состоянию на 2021 год.
С 2017 года параллельно сольной карьере играет как приглашенный музыкант в составе кантри-рок группы Eagles во время её гастролей по США и Канаде.
Живёт с семьёй в Нэшвилле, там же находится его домашняя студия. Был членом совета директоров благотворительного фонда при хоккейной команде Нэшвилл Предаторз.

## Дискография
Студийные альбомы
| 1984                                                                | Turn Me Loose - Дата выхода: 1984 - Лейбл: RCA Nashville                                                                  | 64 | —  | —  | —  |                                      |
| 1985                                                                | The Things That Matter - Дата выхода: 1985 - Лейбл: RCA Nashville                                                         | 63 | —  | —  | —  |                                      |
| 1987                                                                | The Way Back Home - Дата выхода: 1987 - Лейбл: RCA Nashville                                                              | 13 | —  | —  | —  |                                      |
| 1989                                                                | When I Call Your Name - Дата выхода: 14 ноября 1989 - Лейбл: MCA Records                                                  | 2  | 67 | —  | —  | - US: 2× Platinum - CAN: Platinum    |
| 1991                                                                | Pocket Full of Gold - Дата выхода: 5 марта 1991 - Лейбл: MCA Records                                                      | 5  | 37 | —  | —  | - US: 2× Platinum - CAN: Platinum    |
| 1992                                                                | I Still Believe in You - Дата выхода: 1 сентября 1992 - Лейбл: MCA Records                                                | 3  | 10 | 3  | 45 | - US: 5×Platinum - CAN: 3× Platinum  |
| 1994                                                                | When Love Finds You - Дата выхода: 7 июня 1994 - Лейбл: MCA Records                                                       | 2  | 6  | 2  | 18 | - US: 4× Platinum - CAN: 2× Platinum |
| 1996                                                                | High Lonesome Sound - Дата выхода: 28 мая 1996 - Лейбл: MCA Records                                                       | 3  | 24 | 5  | 43 | - US: Platinum - CAN: Gold           |
| 1998                                                                | The Key - Дата выхода: 11 августа 1998 - Лейбл: MCA Nashville                                                             | 1  | 11 | 2  | 25 | - US: Platinum - CAN: Gold           |
| 2000                                                                | Let's Make Sure We Kiss Goodbye - Дата выхода: 18 апреля 2000 - Лейбл: MCA Nashville                                      | 4  | 39 | 6  | —  | - US: Gold                           |
| 2003                                                                | Next Big Thing - Дата выхода: 11 февраля 2003 - Лейбл: MCA Nashville                                                      | 4  | 14 | 5  | 43 |                                      |
| 2006                                                                | These Days - Дата выхода: 17 октября 2006 - Лейбл: MCA Nashville                                                          | 4  | 17 | —  | —  | - US: Platinum                       |
| 2011                                                                | Guitar Slinger - Дата выхода: 25 октября 2011 - Лейбл: MCA Nashville - Форматы: CD, LP, music download                    | 4  | 14 | —  |    | - US: 102,000                        |
| 2013                                                                | Bakersfield (вместе с Paul Franklin) - Дата выхода: 30 июля 2013 - Лейбл: MCA Nashville - Форматы: CD, LP, music download | 4  | 25 | —  |    | - US: 56,000                         |
| 2016                                                                | Down to My Last Bad Habit - Дата выхода: 12 февраля 2016 - Лейбл: MCA Nashville - Форматы: CD, LP, music download         | 4  | 35 | 50 |    | - US: 81,600                         |
| "—" прочерк означает невыход в данной стране или невключение в чарт | |    |    |    |    |                                      |

## Награды
Премия «Грэмми»
Награда Национальной академии искусства и науки звукозаписи. В общей сложности был номинирован 46 раза.
- 1990: Лучшее мужское вокальное кантри-исполнение — «When I Call Your Name»
- 1991: Лучшее совместное кантри-исполнение с вокалом (с Рики Скэггсом и Стивом Уоринером)  — «Restless»
- 1992: Лучшая кантри-песня (с Джоном Барлоу Джарвисом) — «I Still Believe in You»
- 1992: Лучшее мужское вокальное кантри-исполнение  — «I Still Believe in You»
- 1993: Лучшее инструментальное кантри-исполнение (с Asleep at the Wheel, Четом Аткинсом, Элдоном Шамблином, Джонни Джимблом, Марти Стюартом, и Лаки Оушенсом) — «Red Wing»
- 1994: Лучшее мужское вокальное кантри-исполнение  — «When Love Finds You»
- 1995: Лучшая кантри-песня— «Go Rest High on That Mountain»
- 1995: Лучшее мужское вокальное кантри-исполнение  — «Go Rest High on That Mountain»
- 1996: Лучшее мужское вокальное кантри-исполнение  — «Worlds Apart»
- 1996: Лучшее совместное кантри-исполнение с вокалом — «High Lonesome Sound»
- 1997: Лучшее мужское вокальное кантри-исполнение — «Pretty Little Adriana»
- 1998: Лучшее инструментальное кантри-исполнение (с Рэнди Скраггсом) — «A Soldier’s Joy»
- 1998: Лучшее мужское вокальное кантри-исполнение — «If You Ever Have Forever In Mind»
- 1999: Лучшее инструментальное кантри-исполнение вместе с Томми Олсапом, Asleep at the Wheel, Флойдом Домино, Лэрри Франклином и Стивом Уоринером) — «Bob’s Breakdowns»
- 2001: Лучшее инструментальное кантри-исполнение (с Джерри Дугласом, Гленом Данканом, Альбертом Ли, Стивом Мартином, Леоном Расселом, Эрлом Скраггсом, Гэри Скраггсом, Рэнди Скраггсом, Полом Шаффером и Марти Стюартом — «Foggy Mountain Breakdown»
- 2003: Лучшее мужское вокальное кантри-исполнение — «The Next Big Thing»
- 2005: Лучший южный-, кантри- или блюграсс-госпел альбом — «Rock Of Ages...Hymns & Faith»
- 2006: Лучшее мужское вокальное кантри-исполнение — «The Reason Why»
- 2007: Лучший кантри-альбом — These Days
- 2008: Лучшее инструментальное кантри-исполнение (с Брэдом Пейсли, Джеймсом Бёртоном, Джоном Джоргенсоном, Альбертом Ли, Брентом Мейсоном, Реддом Уолкертом и Стивом Уоринером) — «Cluster Pluck»
- 2016: Лучшая песня в американских традиционных жанрах — «Kid Sister»
- 2021: Лучшее сольное кантри-исполнение — «When My Amy Prays»

CMA Awards
Награды Ассоциации музыки кантри.
- 1990: Сингл года — When I Call Your Name
- 1991: Лучший певец
- 1991: Песня года
- 1991: Вокальное событие года
- 1992: Лучший певец
- 1992: Песня года (с Максом Барнсом) — «Look At Us»
- 1993: Альбом года — I Still Believe in You
- 1993: Лучший певец
- 1993: Песня года (с Джоном Барлоу Джарвисом) — «I Still Believe in You»
- 1993: Вокальное событие года
- 1993: Исполнитель года
- 1994: Исполнитель года
- 1994: Альбом года
- 1994: Лучший певец
- 1995: Лучший певец
- 1996: Песня года
- 1996: Вокальное событие года
- 1999: Вокальное событие года (с Патти Лавлесс) — «My Kind of Woman, My Kind of Man»

ACM Awards
Награды Академии музыки кантри.
- 1984: Лучший новый певец
- 1992: Песня года (артист) (с Джоном Джоргенсоном) — «I Still Believe in You»
- 1992: Песня года (композитор) — «I Still Believe in You»
- 1992: Лучший певец
- 1993: Лучший певец
- 2005: The Home Depot Humanitarian Award
- 2006: Вокальное событие года — «Building Bridges»
- 2011: Карьерные достижения
- 2016: Видео года — «Forever Country»

Посвящения и членство
- 1991: Grand Ole Opry[5]
- 2005: Зал славы авторов песен Нэшвилла[25]
- 2007: Зал славы кантри[4]